# Antonio Gentile
Antonio Gentile, detto anche Tonino (Cosenza, 8 aprile 1950), è un ex politico italiano.
È stato senatore della Repubblica dal 30 maggio 2001 al 22 marzo 2018 per quattro legislature (XIV, XV, XVI, XVII), ricoprendo vari incarichi parlamentari, e sottosegretario di Stato in tre diversi dicasteri (MEF, MIT e MISE) nei governi Berlusconi IV, Renzi e Gentiloni.

## Biografia
Antonio Gentile è nato l'8 aprile 1950 a Cosenza, ma residente a Roma, è impiegato dirigente e dal 1986 giornalista pubblicista iscritto all'ordine dei giornalisti della Calabria.
È fratello di Pino Gentile, sindaco di Cosenza (1982-1985), storico consigliere regionale della Calabria (1985-2020) e assessore ai lavori pubblici nella giunta regionale della Calabria di Giuseppe Scopelliti, zio di Katya Gentile, ex vicesindaco di Cosenza e consigliera regionale della Calabria. Inoltre e padre di Andrea Gentile, deputato alla Camera dal 2021 al 2022 nella XVIII legislatura.

## Attività politica

### Gli inizi ed elezione a senatore
Nella Prima Repubblica ha militato nel Partito Socialista Italiano, dove lo stesso fratello era esponente, per poi passare per due anni al Partito Socialista Democratico Italiano e, nella Seconda Repubblica, dopo una breve adesione al Partito Repubblicano Italiano di Giorgio La Malfa, aderire a Forza Italia di Silvio Berlusconi.

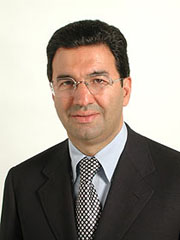
Gentile eletto al Senato della Repubblica nel 2001

Alle elezioni politiche del 2001 viene candidato al Senato della Repubblica nel collegio uninominale di Cosenza, sostenuto dalla coalizione di centro-destra la Casa delle Libertà in rappresentanza forzista, dove viene eletto per la prima volta senatore con il 45,46% dei voti contro i candidati de L'Ulivo Achille Occhetto (38,29%), ultimo segretario del PCI e primo segretario del PDS, di Democrazia Europea Franco Lucio Petramala (4,52%), di Rifondazione Comunista Giorgio Liguori (4,45%), della Lista Di Pietro Giovanni Maruca (3,06%), di Fiamma Tricolore Achille Morcavallo (2,7%) e Lista Pannella-Bonino Andrea Porcaro (1,21%). Nella XIV legislatura della Repubblica è stato segretario della 6ª Commissione Finanze e tesoro, membro della Commissione parlamentare antimafia e della 7ª Commissione Istruzione pubblica, beni culturali, in sostituzione del sottosegretario alle comunicazioni Massimo Baldini, oltreché membro sostituto dei Parlamentari membri della Commissione per la vigilanza sulla cassa depositi e prestiti.

### Segretario della Commissione antimafia
Alle elezioni politiche del 2006 è stato ricandidato al Senato, tra le liste di Forza Italia nella circoscrizione Calabria in seconda posizione, dietro al ministro per l'innovazione e le tecnologie uscente Lucio Stanca, venendo rieletto senatore. Nel corso della XV legislatura è stato segretario della Commissione parlamentare antimafia, componente della 6ª Commissione Finanze e tesoro, della 11ª Commissione Lavoro, previdenza sociale e della 14ª Commissione Politiche dell'Unione europea.

### Rielezione al Senato e sottosegretario al MEF
Alle elezioni politiche del 2008 viene riconfermato senatore per il terzo mandato, come candidato per le liste del Popolo della Libertà (che principalmente univa Forza Italia e Alleanza Nazionale) nella medesima circoscrizione in terza posizione. Nella XVI legislatura della Repubblica ha fatto parte della 6ª Commissione Finanze e tesoro, della Commissione parlamentare d'inchiesta sugli infortuni sul lavoro, con particolare riguardo alle cosiddette "morti bianche", della Commissione parlamentare di vigilanza sull'anagrafe tributaria, Commissione parlamentare per l'infanzia e della Commissione parlamentare antimafia.
Il 5 maggio 2011 viene nominato dal Consiglio dei Ministri sottosegretario di Stato al Ministero dell'economia e delle finanze nel governo Berlusconi IV, incarico che mantiene fino alla fine del governo il 16 novembre 2011, pochi mesi dopo.

### Segretario del Senato della Repubblica
Alle elezioni politiche del 2013 viene ricandidato a Palazzo Madama, per Il Popolo della Libertà nella circoscrizione Calabria in seconda posizione, dietro a Silvio Berlusconi, risultando rieletto per la quarta volta. Nella XVII legislatura è stato membro della 2ª Commissione Giustizia, della 6ª Commissione Finanze e tesoro, della 8ª Commissione Lavori pubblici, comunicazioni, della 13ª Commissione Territorio, ambiente, beni ambientali e della Commissione parlamentare per l'infanzia e l'adolescenza, oltre a ricoprire il ruolo di segretario del Senato della Repubblica dal 21 marzo 2013 al 29 gennaio 2016.
In occasione della Giornata per l'infanzia e contro gli abusi che si tiene il 5 maggio, il 29 aprile presenta una raccolta di dodicimila firme, promossa dall'Associazione Peter Pan (presieduta dal giornalista Mario Campanella), per proporre una riforma del reato di pedofilia (art. 444 c.p.), escludendo il patteggiamento e il beneficio della non-menzione.
Il 16 novembre 2013, contestualmente alla sospensione delle attività del Popolo della Libertà e al rilancio di Forza Italia, aderisce al Nuovo Centrodestra (NCD) guidato da Angelino Alfano, venendo indicato il successivo 11 gennaio 2014, durante un convegno a Bari del neo-partito sul Mezzogiorno, come nuovo coordinatore regionale di NCD in Calabria.

### Sottosegretario al MIT e al MISE
Con la fine del governo Letta per volere del neo-segretario del PD Matteo Renzi per diventare Presidente del Consiglio e alla nascita del suo governo, il 28 febbraio 2014 viene nominato dal Consiglio dei Ministri sottosegretario di Stato al Ministero delle infrastrutture e dei trasporti, affiancando il ministro NCD Maurizio Lupi. Subito dopo la sua nomina i direttori delle principali testate giornalistiche italiane Ferruccio de Bortoli, Ezio Mauro, Enrico Mentana, Roberto Napoletano e Mario Calabresi, hanno contestato a Matteo Renzi la nomina di Gentile a sottosegretario, chiedendone la revoca per via della vicenda di minaccia e censura contro il direttore de L'Ora della Calabria. Il successivo 3 marzo Renzi annuncia le dimissioni di Gentile.
Il 29 gennaio 2016, nonostante la vicenda col direttore de L'Ora della Calabria, in occasione del "rimpasto" di governo, viene nuovamente nominato sottosegretario, questa volta al Ministero dello sviluppo economico.
Il 18 dicembre 2017 la direzione nazionale di Alternativa Popolare, successore del dissolto Nuovo Centrodestra, solleva Maurizio Lupi dalla carica di coordinatore nazionale sostituendolo con Antonio Gentile ma il 31 dicembre si dimette annunciando il suo riavvicinamento a Forza Italia.
Non ricandidatosi più in Parlamento alle elezioni politiche del 2018, nelle stesse consultazioni il figlio Andrea viene candidato alla Camera dei deputati con Forza Italia nel collegio plurinominale Calabria - 01, ma non verrà eletto. Tre anni dopo Andrea subentrerà al deputato Roberto Occhiuto quando questo verrà eletto presidente della Calabria mentre Katya, nipote di Antonio, verrà eletta in consiglio regionale.

## Controversie
Secondo quanto riferito da Luciano Regolo, direttore del quotidiano L'Ora della Calabria, il 18 febbraio 2014, nell'imminenza della pubblicazione di un articolo sul coinvolgimento di un suo familiare (il figlio Andrea indagato per le consulenze nel settore sanitario) in un'inchiesta, una persona di sua conoscenza (il presidente di Fincalabra Umberto De Rose) avrebbe esercitato pressioni prima sull'editore (Citrigno) e poi sul tipografo, impedendo l'uscita del quotidiano.
Per tale vicenda la Procura della Repubblica di Cosenza apre un'inchiesta nella quale Antonio Gentile non risulta indagato; nei confronti del figlio Andrea, il 30 giugno 2014 il G.I.P. pronuncia decreto di archiviazione.